# Assassin’s Creed II: Discovery
Assassin’s Creed II: Discovery (с англ. — «Кредо ассасина 2: Открытие») — видеоигра серии Assassin’s Creed, выпущенная эксклюзивно для портативной игровой консоли Nintendo DS в ноябре 2009 года вместе с Assassin’s Creed II, однако в январе 2010 года была выпущена для мобильной платформы iOS. Игра была разработана американской компанией Griptonite Games и была издана Ubisoft.

## Игровой процесс
Игра представляет собой аркаду с видом сбоку. Главным персонажем является Эцио Аудиторе. В его распоряжении есть скрытый клинок, обычный меч и метательные ножи. Каждая миссия в игре содержит определённую цель, которую игроку необходимо выполнить, чтобы пройти уровень.

## Сюжет
События игры происходят в Испании в 1491 году, в промежутке между событиями Assassin’s Creed II. Эцио Аудиторе да Фиренце отправляется в эту страну, чтобы спасти своих товарищей из Ордена, которые были схвачены инквизицией, и раскрывает заговор Тамплиеров.

## Персонажи
- Эцио Аудиторе да Фиренце
- Антонио де Магианис
- Христофор Колумб
- Луис де Сантанхель
- Рафаэль Санчес
- Мухаммед XII
- Изабелла I Кастильская
- Томас де Торквемада
- Гаспар Мартинес
- Педро Льоренте
- Хуан де Марильо

## Оценки
| Сводный рейтинг | Сводный рейтинг |
| Агрегатор       | Оценка          |
| --------------- | --------------- |
| GameRankings    | 71,46 %         |

В отличие от Assassin's Creed: Bloodlines, Assassin’s Creed II: Discovery получила в основном положительные оценки. IGN дало 8 из 10 баллов версии для Nintendo DS и 7 из 10 для iOS. GameSpot оценил игру в 7 из 10, а Official Nintendo Magazine лишь в 55 %, отметив невзрачность миссий (в игре порой трудно понять, что требуется от игрока, чтобы закончить уровень), плохой дизайн уровней и неудобное управление.